# Hadena goodelli
Hadena goodelli là một loài bướm đêm trong họ Noctuidae.